# Сръбска революция
Сръбската революция (на сръбски: Српска револуција) е поредица от въстания в началото на XIX век, довели до създаването на самостоятелно Княжество Сърбия.
Първото сръбско въстание започва през 1804 година и сърбите, водени от Караджордже Петрович установяват контрол над основната част от Смедеревския санджак. Османците си връщат областта едва през 1813 година, но след Второто сръбско въстание през 1815 – 1817 година фактически се отказват от нея. Създаденото Княжество Сърбия е формално признато от Османската империя през 1833 година и получава пълна независимост през 1878 година.